# Regina Spektor

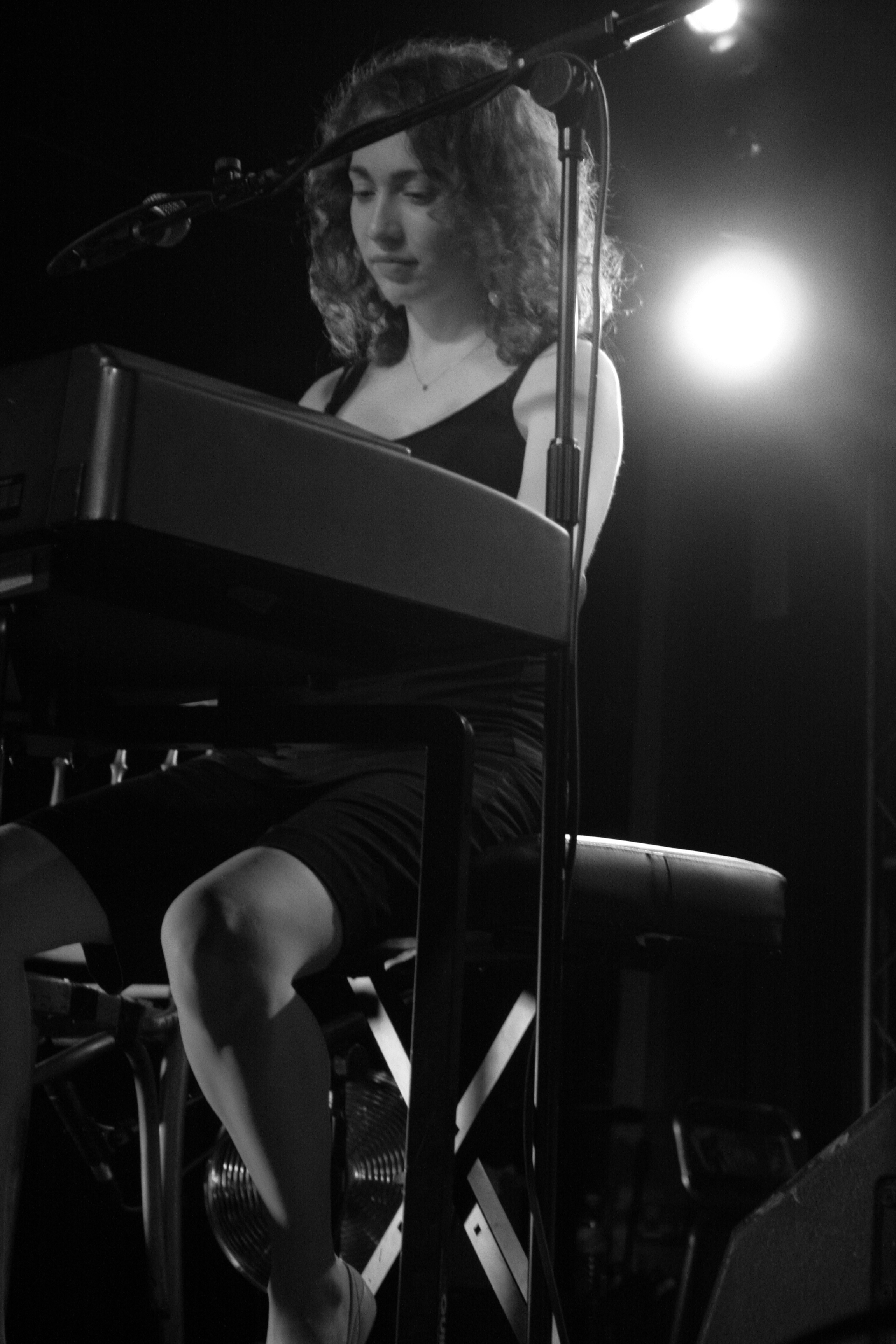
Regina Spektor (2006)

Regina Ilyinichna Spektor (tiếng Nga: Реги́нa Ильи́нична Спе́ктор, IPA: [rʲɪˈɡʲinə ˈspʲɛktər]; /rɪˈdʒiːnə ˈspɛktər/; sinh ngày 18 tháng 2 năm 1980) là một ca sĩ, nhạc sĩ và nghệ sĩ dương cầm người Mỹ sinh ra tại Nga. Cô sinh ra tại Moskva (trước đây là Liên Xô, giờ là Nga), và bắt đầu luyện nhạc cổ điển với đàn piano lúc sáu tuổi. Khi cô lên 9, gia đình cô nhập cư vào Mỹ, nơi cô tiếp tục luyện nhạc cổ điển tới tuổi thiếu niên; cô bắt đầu viết các ca khúc của mình một thời gian ngắn sau đó.
Sau khi tự phát hành ba bản thu âm đầu tiên và đạt được danh tiếng tại independent music scenes của thành phố New York, cụ thể là anti-folk scene tập trung vào East Village của thành phố New York, Spektor kí hợp đồng với Sire Records vào năm 2004 nơi cô bắt đầu đạt được những sự ghi nhận lớn hơn. Sau khi tái phát hành album thứ ba của cô, Sire phát hành album thứ tư của cô, Begin to Hope, album này sau đó đã đạt được chứng nhận Vàng. Hai album tiếp theo của cô, Far và What We Saw from the Cheap Seats, đều ra mắt ở vị trí thứ 3 trên bảng xếp hạng Billboard 200.

## Danh sách album
Album phòng thu
- 11:11 (2001)
- Songs (2002)
- Soviet Kitsch  (2004)
- Begin to Hope (2006)
- Far (2009)
- What We Saw from the Cheap Seats (2012)
- Remember Us to Life (2016)
- Home, Before and After (2022)

## Giải thưởng và đề cử
| Năm  | Giải thưởng                   | Hạng mục                                   | Tác phẩm được đề cử | Kết quả   |
| ---- | ----------------------------- | ------------------------------------------ | ------------------- | --------- |
| 2006 | Giải thưởng âm nhạc Shortlist | Giải thưởng âm nhạc Shortlist              | Begin to Hope       | Đề cử     |
| 2012 | Giải Video âm nhạc của MTV    | Chỉ đạo Nghệ thuật Xuất sắc nhất           | "All the Rowboats"  | Đề cử     |
| 2014 | Giải Grammy                   | Giải Grammy cho Ca khúc nhạc phim hay nhất | "You've Got Time"   | Đề cử     |
| 2015 | Broadcast Music, Inc.         | BMI Streaming Media Awards                 | "You've Got Time"   | Đoạt giải |